# (56957) Seohideaki
(56957) Seohideaki est un astéroïde de la ceinture principale.

## Description
(56957) Seohideaki est un astéroïde de la ceinture principale. Il fut découvert le 24 septembre 2000 au Bisei Spaceguard Center par le programme BATTeRS. Il présente une orbite caractérisée par un demi-grand axe de 2,79 UA, une excentricité de 0,08 et une inclinaison de 11,9° par rapport à l'écliptique.

## Compléments